# جيمس ويست كلارك
جيمس ويست كلارك (بالإنجليزية: James West Clark)‏ هو سياسي أمريكي، ولد في 15 أكتوبر 1779 في الولايات المتحدة، وتوفي في 20 ديسمبر 1843. انتخب عضو مجلس نواب كارولينا الشمالية وانتخب عضو مجلس النواب الأمريكي.